# Frauenkäferln
Frauenkäferln ist ein Walzer von Johann Strauss (Sohn) (op. 99). Das Werk wurde am 27. August 1851 in Ungers Casino in Wien erstmals aufgeführt.

## Einzelnachweis
1. ↑  Quelle: Englische Version des Booklets (Seite 69) in der 52 CDs umfassenden Gesamtausgabe der Orchesterwerke von Johann Strauß (Sohn), Hrsg. Naxos (Label). Das Werk ist als dritter Titel auf der 25. CD zu hören.